# Grafologija
Grafologija je vještina ili "znanost" gdje se, na temelju analize rukopisa otkrivaju osobine ličnosti. Grafologija je prosuđivanje karaktera i povremenih duševnih stanja osobama iz njihovog rukopisa. Zasniva se na pretpostavci da između rukopisa i karaktera postoji pravilan psihofiziološki odnos. Često je samo stručna analiza danog rukopisa u kriminalistici i sudskom vještačenju koja se vrši jedino radi utvrđivanja je li to izvornik ili krivotvorina, tj. radi utvrđivanja identiteta osobe kojoj se pripisuje rukopis.

## Povijest
Prvi pokušaj formuliranja povezanosti rukopisa i karaktera polovinom 17. stoljeća formulirao je bez ikakavih metodičnih pretpostavki talijanski liječnik Camilo Baldi. 
Veće zanimanje za grafologiju javlja se u drugoj polovici 18. stoljeća djelima Lavatera u kojima se iznosi niz dogmatskih tvrdnja o psihodijagnostičkoj vrijednosti raznih rukopisa.

## Ekspertiza rukopisa
Ekspertiza rukopisa je stručno utvrđivanje identičnosti rukopisa na temelju analize specifičnih grafoloških osobina, vrši se u pravne svrhe (oporuka, prijeteća pisma) ili književno-povijesne svrhe (rukopisi i potpisi nesigurnih autora).
Rukopis ne govori uvijek o svim aspektima ličnosti. Ponekad otkriva samo psihičko stanje vezano za određeni trenutak i može se mijenjati ako je onaj koji piše umoran, napet, zabrinut, raspoložen ... Također, nije isto piše li osoba svojem partneru, rođaku, ili poslovnom prijatelju.
Postoji 6 tipičnih rukopisa: naginje na lijevo, naginje na desno, zaobljen, zbijen, tisak i kržić iznad i ili j.
Prilikom analiziranja rukopisa treba uzeti u obzir nekoliko važnih čimbenika, a to su: iskorištenost prostora, prostor između riječi, pravac slova, oblik slova, karakteristična slova, vezivanje slova, detalji i potpis. Osim ovih čimbenika, proučavaju se i drugi faktori koji utječu na rukopis, a to su: opća veličina i struktura slova, debljina linija, veličina gornjih i donjih produžetaka, odnos prema vertikali, međusobna povezanost i usklađenost ...